# Новосельне
Новосе́льне (рос. Новосельное) — село у складі Ташлинського району Оренбурзької області, Росія.

## Населення
Населення — 130 осіб (2010; 168 у 2002).
Національний склад (станом на 2002 рік):
- росіяни — 81 %